# 라크히 굴자

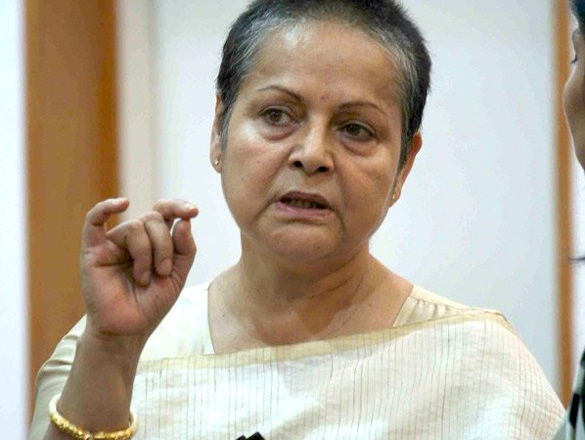

라크히 굴자(Rakhee Gulzar, 1947년 8월 15일 ~ )는 인도의 배우이다.
라나가트에서 태어났다.

## 영화
- 그날 밤 그곳엔 누가 있었나 (2003년)
- 킹 (1999년) - 가예트리 배츠찬 역
- 솔져 (1998년) - 지타 말호트라 역
- 카란 아르준 (1995년)
- 도박사 (1993년)